# Phyllanthus polygonoides
Phyllanthus polygonoides är en emblikaväxtart som beskrevs av Thomas Nuttall och Spreng.. Phyllanthus polygonoides ingår i släktet Phyllanthus och familjen emblikaväxter. Inga underarter finns listade i Catalogue of Life.